# Lijst van beschermd erfgoed in Geer
Onderstaande tabel geeft een overzicht van de beschermde erfgoederen in de gemeente Geer. Het beschermd erfgoed maakt deel uit van het cultureel erfgoed in België.
| Object | Bouwjaar/architect | Deelgemeente      | Adres              | Coördinaten                   | Nummer?                | Afbeelding |
| --- | ------------------ | ----------------- | ------------------ | ----------------------------- | ---------------------- | --- |
| Ensemble van het kasteel van Boëlhe, het bosrijke park en zijn omgeving |                    | Boëlhe            |                    | 50° 40' 59" NB, 5° 9' 46" OL  | 64029-CLT-0002-01 Info | Ensemble van het kasteel van Boëlhe, het bosrijke park en zijn omgeving                                                   |
| Kapel Crucifix te Darion |                    | Darion            |                    | 50° 39' 57" NB, 5° 11' 22" OL | 64029-CLT-0004-01 Info | |
| Kerk Saint-Brice |                    | Hollogne-sur-Geer | Hollogne           | 50° 40' 25" NB, 5° 12' 50" OL | 64029-CLT-0006-01 Info | Kerk Saint-Brice |
| Ensemble van de kapel Crucifix en de omliggende terreinen |                    | Hollogne-sur-Geer | Hollogne-sur-Geer  | 50° 40' 8" NB, 5° 13' 9" OL   | 64029-CLT-0007-01 Info | |
| Ensemble van de overblijfselen van het oude landhuis van Hollogne-sur-Geer |                    | Hollogne-sur-Geer |                    | 50° 40' 32" NB, 5° 12' 37" OL | 64029-CLT-0008-01 Info | Ensemble van de overblijfselen van het oude landhuis van Hollogne-sur-Geer                                                |
| Oude brasserie |                    | Hollogne-sur-Geer | rue du Centre n°24 | 50° 40' 32" NB, 5° 12' 40" OL | 64029-CLT-0009-01 Info | Oude brasserie |
| Watermolen aan de oever van de Jeker |                    | Hollogne-sur-Geer | Hollogne-sur-Geer  | 50° 40' 31" NB, 5° 12' 33" OL | 64029-CLT-0010-01 Info | Watermolen aan de oever van de Jeker                                                                                      |
| Plaats genaamd "Entre les Tiges" met kapel |                    | Ligney            | Geer               | 50° 39' 25" NB, 5° 10' 32" OL | 64029-CLT-0012-01 Info | Plaats genaamd "Entre les Tiges" met kapel                                                                                |
| Gebouw genaamd "Refuge Fortifié" |                    | Omal              |                    | 50° 39' 19" NB, 5° 11' 53" OL | 64029-CLT-0013-01 Info | Gebouw genaamd "Refuge Fortifié"                                                                                          |
| Ensemble van de versterkte schuilplaats en zijn omgeving |                    | Omal              | Omal               | 50° 39' 22" NB, 5° 11' 44" OL | 64029-CLT-0014-01 Info | Ensemble van de versterkte schuilplaats en zijn omgeving                                                                  |
| Manoir van Omal |                    | Omal              |                    | 50° 39' 23" NB, 5° 11' 52" OL | 64029-CLT-0016-01 Info | Manoir van Omal |
| Tumuli van Omal, het ensemble van vijf tumuli en diens omgeving |                    | Omal              |                    | 50° 39' 4" NB, 5° 11' 55" OL  | 64029-CLT-0017-01 Info | Tumuli van Omal, het ensemble van vijf tumuli en diens omgeving                                                           |
| Kasteel Boëlhe: gevels en daken, en de totaliteit van de kamer gedecoreerd met beschilderd doek                                                                                        |                    | Boëlhe            |                    | 50° 41' 3" NB, 5° 10' 2" OL   | 64029-CLT-0018-01 Info | Kasteel Boëlhe: gevels en daken, en de totaliteit van de kamer gedecoreerd met beschilderd doek                           |
| Huis van Seny, gehele afrastering en pilaren, de gevels en daken van het hoofdgebouw, stallen, schuur en bediendenvleugel                                                              |                    | Boëlhe            | rue d'Abolens n°23 | 50° 40' 54" NB, 5° 9' 50" OL  | 64029-CLT-0019-01 Info | Huis van Seny, gehele afrastering en pilaren, de gevels en daken van het hoofdgebouw, stallen, schuur en bediendenvleugel |
| Boerderij: gevels en daken, en het interieur van de duiventil, de schaapskooi, de noordelijke vleugel met de oorspronkelijke meubels en het ensemble van de boerderij en zijn omgeving |                    | Hollogne-sur-Geer | Rue du Centre 53   | 50° 40' 35" NB, 5° 12' 27" OL | 64029-CLT-0020-01 Info | |
| Feodale motteheuvel |                    | Omal              | Geer               | 50° 39' 26" NB, 5° 11' 46" OL | 64029-CLT-0021-01 Info | Feodale motteheuvel |
| Tumuli van Omal aan de Romeinse weg Boulogne-Bavay-Keulen, beschermingszone |                    | Omal              |                    | 50° 39' 2" NB, 5° 11' 53" OL  | 64029-CLT-0022-01 Info | Tumuli van Omal aan de Romeinse weg Boulogne-Bavay-Keulen, beschermingszone                                               |
| Tumuli van Omal, de archeologische site van vijf tumuli genaamd "Les cinq tombes" |                    | Omal              |                    | 50° 39' 5" NB, 5° 11' 53" OL  | 64029-PEX-0001-01 Info | Tumuli van Omal, de archeologische site van vijf tumuli genaamd "Les cinq tombes"                                         |